# Trinity College Dublin Chess Club
Trinity College Dublin Chess Club, działający także pod nazwą Dublin University Chess Club oraz Trinity Chess Club – irlandzki klub szachowy z siedzibą w Dublinie, działający przy Kolegium Trójcy Świętej.

## Historia
Klub został założony w 1876 roku, pierwszym przewodniczącym został Thomas William Harpur. Celem klubu było promowanie gry w szachy na uniwersytecie. Klub podjął intensywną działalność, organizując turnieje i rozgrywając mecze towarzyskie, m.in. z Cambridge University. W 1891 roku po raz pierwszy klub wygrał Armstrong Cup, później dokonał tego w latach 1896, 1897 i 1900, zanim nie został rozwiązany w okresie międzywojennym. Wznowienie działalności nastąpiło w 1941 roku. W 1945 roku klub zdobył Armstrong Cup. Ponownie puchar uzyskano w 2014 roku. W 2016 roku klub zdobył wicemistrzostwo National Club Championship. W tym samym roku zespół zadebiutował w Pucharze Europy. Irlandzki klub wygrał wówczas z KS Butrinti Saranda i Cardigan Chess Club, a przegrał z K Gentse SRL, CE Monte-Carlo, DLF Steinitz Roma, CE Genève i SK1911, ostatecznie zajmując 57. pozycję w klasyfikacji pucharowej. W 2017 roku klub zajął trzecie miejsce w krajowych mistrzostwach, a w 2019 – drugie.